# AG Weinberger

AG Weinberger (n. Attila Weinberger, 30 august 1965, Oradea) este un muzician promotor al blues-ului american în România, chitarist, cântăreț, producător și realizator de emisiuni radio.

## Activitate
Weinberger, care se consideră „evreu ungur și român”, a făcut la mijlocul anilor optzeci trecerea de la chitarist rock la chitarist de blues, promovând de atunci acest gen muzical. În 1986 și-a început cariera de solist blues, înființând împreună cu Harry Tavitian (pian), Corneliu Stroe (baterie) și Cătălin Rotaru (chitară bas) prima formație de blues din România – Transylvanian Blues Community. Cu sprijin local, cei patru au reușit să efectueze turnee în România, unde datorită faptului că nu făceau parte din cultura promovată de stat, au umplut sălile de concerte.
După 1990, Weinberger a fost invitat în turnee în Germania, Elveția, Israel, Turcia, Ungaria (unde în 1992 a cântat în deschiderea concertului susținut de chitaristul Al Di Meola). În 1991, și-a înființat propria formație de blues - Weinberger Blues Machine. A lansat primul său album de blues din România - Good Morning, Mr. Blues (1996), urmat în 1997 de Standard Weinberger. Concertul de lansare al acestui album a fost televizat și a avut meritul de a scoate blues-ul din underground, oferindu-l publicului larg. Totodată, albumul din 1997 a obținut premiul Cel mai bun disc de jazz al anului 1997. Tot în 1997, Weinberger a cântat în Piața Universității cu ocazia vizitei președintelui S.U.A., Bill Clinton. Ca urmare, a primit un mesaj de mulțumire semnat personal de președintele american.
În continuare, muzicianul a produs și prezentat două emisiuni radio săptămânale, la posturile Radio România Tineret și Radio Contact. În 1998 a înființat fundația BlueSylvania și a concertat în cadrul festivalului Bluestock din Memphis, Tennessee. La finalul anului 1999 Weinberger și-a lansat cel de-al treilea album, Transylvania Avenue.
În iulie 2006 Weinberger și-a lansat albumul cu numărul patru, Nashville Calling, o premieră pentru piața muzicală din România: este primul album de blues al unui artist român înregistrat și produs în totalitate în S.U.A.
Din anul 2017 este artist instrumentist și membru al Teatrului Evreiesc de Stat.

## Discografie
- Good Morning, Mr. Blues (1996, cu Weinberger Blues Machine)
- Standard Weinberger (1997)
- Transylvania Avenue (1999)
- Nashville Calling (2006)
- Guitar Man – Vol. 1 (2008)
- Guitar Man – Vol. 2 (2008)
- Singular (2015, EP)
- Mighty Business – Live in Bucharest (2015)
- ReBorn (2018)

## Premii și distincții
- Ordinul Meritul Cultural în grad de Cavaler[5]